# Apanteles mutabilis
Apanteles mutabilis är en stekelart som beskrevs av Telenga 1955. Apanteles mutabilis ingår i släktet Apanteles och familjen bracksteklar. Inga underarter finns listade i Catalogue of Life.